# 国際連合安全保障理事会決議1970
国際連合安全保障理事会決議1970（こくさいれんごうあんぜんほしょうりじかいけつぎ1970、英: United Nations Security Council Resolution 1970）は、2011年2月26日に国際連合の安全保障理事会において採択された、リビア情勢に関する決議。略称はUNSCR1970。
決議はリビアにおける内戦の即時停戦を要求し、リビア政府当局に対して人民を保護する責任の履行を求めるとともに、国際連合憲章第7章に基づき事態に関する捜査と訴追を国際刑事裁判所（ICC）に付託した。決議は、ICCに付託する決議では初めて全会一致で採択されたものとなった。
2011年3月3日、ICCのモレノオカンポ検察官は、リビアにおいて人道に対する罪などの犯罪が行われている可能性を調査した結果、その疑いが十分あるとして、本件に関する捜査を開始することを表明した。(和訳解説）

## 要点
- 事態の捜査と訴追を国際刑事裁判所（ICC）の検察官に付託することを決定
- リビア政府に対し、暴力の即時停止と人権及び国際人道法の尊重を要求
- 加盟国に対し、人道支援組織の帰還支援を要請
- 加盟国に対し、リビア政府幹部指導者に対する海外渡航禁止と資産凍結措置の実施を要請
- 加盟国に対し、武器禁輸の実施を要請
- 制裁委員会の設置を決定

## 投票結果
| 賛成 (15) | 棄権 (0) | 反対 (0) |
| --- | -------- | -------- |
| - アメリカ合衆国 - イギリス - ガボン - コロンビア - ナイジェリア - フランス - ボスニア・ヘルツェゴビナ - ポルトガル - 南アフリカ共和国 - レバノン - インド - 中国 - ドイツ - ブラジル - ロシア |          |          |

 * 常任理事国は太字で表記。

## 主な議論
国際刑事裁判所（ICC）への付託を規定した条文に、ICC非締約国の国民及び政府要員に対し、「リビアでの活動から生じ申し立てられた全ての作為または不作為については当該国の排他的管轄権に従う」義務を明記した一方で、事実上ICCの管轄権行使を免除した格好となったことから、この件について各国から様々な意見が出された。
- フランス代表 - 「人民の保護に対する国際社会の新たな決意を示すものとなることを望む（"hoped the vote would open a new era in commitment to the protection of populations"）」とした。
- ブラジル代表 - ICCの非締約国が同裁判所の管轄権に属さないとした規定について、国際正義と説明責任の推進に決して役立たないとして、強い憂慮を示した（"expressed strong reservations to the provision in the resolution allowing for exemptions from jurisdiction of nationals from non-States parties"）。
- インド代表 - 同国を含む理事会メンバーのうち5カ国がICCに非締約国であることに言及し、付託により暴力の停止が確実に行われることを歓迎しつつも、より「測定的なアプローチ（"calibrated approach"）」を望むとした。
- レバノン、ロシア代表 - リビアの主権と領土保全の重要性を強調した。
- 中国代表 - リビア状勢の特殊性を挙げ、決議の内容を支持するとした。
- リビア代表 - 「理事会の行動はリビア人民に対する精神的な支えとなるとし、トリポリのファシスト体制が終焉を迎えなければならないことの象徴だ」（"Council’s action represented moral support for his people and was a signal that an end must be put to the fascist regime in Tripoli"）と、ICCへの付託に対し歓迎の意を表した（"welcomed the referral to the International Criminal Court"）。